# Centrafrique pour nous tous
Centrafrique pour nous tous (en sango : Bêafrika ti é kwè, abrégé en BTK) est un parti politique en République centrafricaine,. Il est fondé le 5 juin 2019 par l'ancien Premier ministre Mahamat Kamoun.

## Histoire
Le mouvement tient son 1er congrès ordinaire à l'hôtel Ledger de Bangui, le 26 septembre 2020, il porte Mahamat Kamoun à la candidature pour l'élection présidentielle centrafricaine de décembre 2020. Le candidat confirme que le parti a rejoint la coalition de l'opposition démocratique, COD 2020.